# Гиперчувствительный пневмонит
Гиперчувствительный пневмонит, ранее экзогенный аллергический альвеолит, обусловлен реакциями иммунной системы на внешние (экзогенные) антигены, возможно протекание заболевания не по аллергическому типу гиперчувствительности, а также как аллергия: острая форма протекает по III типу, подострая и хроническая формы по IV типу. Распространённость этого вида альвеолита быстро растёт.

## Этиология
Аллергенами, вызывающими данный тип болезни является органическая пыль, которой могут быть споры грибков, которые находятся в прелом сене, кленовой коре; реже — растительная пыль, белковые антигены, домашняя пыль, лекарственные средства. Они поступают в организм с вдыхаемым воздухом или (реже) неингаляционным путём. Как и при идиопатическом фиброзирующем альвеолите, при экзогенном альвеолите основную роль в патогенезе играет иммунокомплексный механизм повреждения тканей. Комплексы антиген-антитело откладываются в стенках альвеол, мельчайших бронхиол и кровеносных капилляров, вызывая их воспаление с исходом в фиброз, возможно образование гранулём.
В зависимости от этиологического фактора выделяют несколько вариантов аллергического альвеолита, имеющих достаточно экзотические названия
| Вид альвеолита                                | Источник аллергена                                            | Аллергены, к которым имеются преципитины                        |
| --------------------------------------------- | ------------------------------------------------------------- | --------------------------------------------------------------- |
| Амбарная болезнь                              | Рассыпанная пшеница                                           | Амбарный долгоносик (Sitophilus granarius)                      |
| Багассоз                                      | Заплесневевший сахарный тростник                              | Thermoactinomyces vulgaris                                      |
| Болезнь вдыхающих порошок гипофиза            | Порошок высушенных гипофизов свиней и крупного рогатого скота | Антигены гипофиза                                               |
| Болезнь молольщиков кофе                      | Зёрна кофе                                                    | Пыль кофейных бобов                                             |
| Болезнь моющихся в сауне                      | Влажная древесина                                             | Pullularia                                                      |
| Болезнь работающих с древесной массой         | Древесная масса                                               | Alternaria                                                      |
| Болезнь работников сыроварен                  | Некоторые сорта сыра                                          | Penicillium casei Penicillium glaucum                           |
| Кашель ткачей                                 | Заплесневевший хлопок                                         |                                                                 |
| Лёгкое волынщика                              | Загрязнённые духовые музыкальные инструменты                  | Fusarium oxysporum Penicillium species Rhodotorula mucilaginosa |
| Лёгкое дубильщиков                            | Заплесневелая кора клёна                                      | Cryptostroma corticale                                          |
| Лёгкое любителей птиц                         | Помёт и перья голубей, цыплят, волнистых попугайчиков         | Сывороточные белки                                              |
| Лёгкое меховщиков                             | Каракуль, лисий мех                                           |                                                                 |
| Лёгкое молотильщиков                          | Перец молотый                                                 |                                                                 |
| Лёгкое жителей Новой Гвинеи                   | Заплесневелая тростниковая пыль                               |                                                                 |
| Лёгкое работающих с грибами                   | Грибные споры                                                 | Thermoactinomyces vulgaris Micropolyspora faeni                 |
| Лёгкое работающих с солодом                   | Прелый ячмень солодовая пыль                                  | Aspergillus fumigatus Aspergillus clavatus                      |
| Лёгкое фермера                                | Прелое сено                                                   | Micropolyspora faeni                                            |
| Летний гиперчувствительный японский пневмонит | Влажный тёплый воздух помещений, содержащий споры грибов      | Thermoactinomyces vulgaris Cryptococcus neoformans              |
| Ликопердиноз                                  | Споры гриба-дождевика                                         |                                                                 |
| Секвойоз                                      | Опилки красного дерева                                        | Aureobasidium pullulans                                         |
| Субероз                                       | Пробковая пыль                                                | Плесень пыль пробкового дерева                                  |

## Клиника
ЭАА может протекать в острой, подострой и хронической формах, что зависит от частоты и длительности контакта организма с антигеном, дозы антигена и общей реактивности иммунной системы. Симптомы болезни напоминают симптомы ИФА, но с обильным выделением мокроты; могут быть другие аллергические симптомы — миалгия, сыпи, головная боль. Возможен приступ бронхиальной астмы. При остром течении возможны выраженная потливость, лихорадка, потеря аппетита, похудение. В постановке диагноза решающее значение имеют аллергические диагностические пробы и серологические исследования.

## Рентгенографии грудной клетки
При острых и подострых формах ЭАА наиболее частыми находками являются снижение прозрачности лёгочных полей по типу «матового стекла», распространённые узелково-сетчатые затемнения (до 3 мм во всех участках лёгких). Рентгенологические изменения при остром течении ЭАА обычно разрешаются в течение 4-6 нед при отсутствии повторного контакта с причинным АГ. Для подострой и хронической форм характерны множественные мелкоочаговые тени на фоне сетчатой перестройки лёгочного рисунка. Возможно формирование сотового лёгкого. При компьютерной томографии можно выявить диффузное повышение плотности ткани лёгких, утолщение стенки сегментарных бронхов, множественные мелкоочаговые тени на фоне сетчатой перестройки лёгочного рисунка..

## Лечение
Основа лечения и профилактики обострений — прекращение контакта с антигеном.. В основе лечения лежит применение глюкокортикостероидов, как топически, так и местных. Прогноз на ранних стадиях болезни благоприятный (при условии прекращения контакта с аллергеном), при развившемся фиброзе — серьёзный.